# 2009年几内亚比绍总统选举
2009年几内亚比绍总统选举将于2009年6月28日举行，共有11名候选人参加竞选，取代2009年3月31日被暗杀的若昂·贝尔纳多·维埃拉总统。

## 暗杀
几内亚比绍历来有政变和企图政变的传统。上一次政变是2008年11月议会选举之后，当时军人袭击了总统的办公室，两人被打死，但政变失败。
2009年3月31日，维埃拉总统被哗变的士兵打死，在那之前几个小时，维埃拉的主要政治对手——总参谋长巴蒂斯塔·塔格梅·纳·瓦伊将军死于炸弹爆炸事件。 据信，这些士兵想为武装部队总参谋长瓦伊将军报仇。军方领导人说，这些士兵是独立行动，军队没有发动政变。维埃拉被暗杀的一天后，几内亚比绍议会议长佩雷拉宣誓就任总统。几内亚比绍宪法规定，在60天之内举行新的选举之前，由议会议长担任临时国家元首。

## 候选人
- 马拉姆·巴凯·桑哈：执政党，几内亚与佛德角独立非洲党，前国民议会议长
- 昆巴·亚拉：反对派，社会革新党，前总统
- 恩里克·罗萨：独立候选人[3]